# Anestezic local
Anestezicele locale sunt substanțe frecvent întâlnite sub formă injectabilă. Administrarea lor asigură o ridicare a pragului de sensibilitate locală a corpului.

## Istoric
- Pentru prima oară în istorie a fost folosită în anul 1859 cocaina, descoperită de Alfred Niemann.
- 1884 Oftalomolgul austriac Carl Koller efectuează o operației pe ochi folosind cocaină.
- 1884 Chirurgul William Halsted realizează anestezia pe traiectul nervului alveolaris.
- 1890 Ritsert reușește sinteza benzocainei.
- 1903 Chirurgul german Heinrich Braun prelungește efectul analgezic prin administrare de adrenalină.
- 1904 Sinteza de procaină realizată de Alfred Einhorn
- 1930 Sinteza de tetracaină
- 1930 Sinteza de lidocaină în Suedia
- 1943 Sinteza de mepivacaină
- 1960 Sinteza de prilocaină
- 1969 Sinteza de bupivacaină
- 1969 Sinteza de articaină
- 1997 Sinteza de ropivacaină

## Structura chimică

Structura chimică a anestezicelor locale

Structura chimică a anestezicelor locale este asemănătoare. Ea constă dintr-un inel aromatic lipofil, cu o o grupare aminică hidrofilă. După aminoesterul și amidei din lanțul structurii va fi enzima colinesteraza metabolizată, descompunera aminoamidelor se produce prin hidroliză în ficat.

## Mecanismul de acțiune
Anestezicele locale acționează la nivelul membranei celulei nervoase, blocând calea ionilor de sodiu Na+, formându-se o depolarizare (schimbarea potențialului de acțiune). Rezultatul se evidențiază prin scăderea sensibilității la temperatură, durere, transmiterea mai departe a impulsului fiind slăbită sau complet blocată. Toate anestezicele locale au un caracter ușor bazic (pH > 7)

## Utilizare
Preparatele de anestezie locală sunt folosite numai la realizarea la nivel local a combaterii durerii.
Unele substanțe prelungesc anestezia prin efectul vazoconstrictor întârzia resorbția anestezicului aceste fiind adrenalina, noradrenalina sau phenylephrin.
La anestezia spinală epidurală, se administrează preparatul în canalul epidural al măduvei spinării.
In unele cazuri de supradozare sau predespoziții individuale pot apărea efecte secundare nedorite ca:
- pierderea simțului gustului
- tremor, tinitus, nistagmus, somnolență
- convulsii
- state de depresiune, comă, apnee, colaps